# 穴山信風
穴山 信風（あなやま のぶかぜ）は、戦国時代の武将。
甲斐武田氏の家臣。甲斐国河内の国人である穴山家の当主。穴山信君の祖父。

## 生涯
諸系図に拠れば、穴山信懸の子とされる。諱に関しては諸系図では信風とし、『甲斐国志』では典拠は不明であるが信綱（のぶつな）としている。近年、高野山桜地院から発見された年未詳5月14日付の文書では出家後の法号で武田甲斐入道義貞と名乗っていた事が確認されている（『武将文苑』）。また、高野山成慶院の寛文6年（1666年）成立の『檀那御寄進状并消息』でも「義貞」の諱が記録されている。受領名は甲斐守。
穴山氏では永正10年（1513年）5月に父・信懸が信風の兄弟である清五郎に暗殺される事件が発生しており（『勝山記』）、その清五郎を殺害して家督を相続した。信風は駿河国の今川氏親に従属し、永正12年（1515年）の今川氏による甲斐侵攻にも協力した。
今川氏親が遠江国情勢のために武田信虎と和睦して甲斐から退去すると、信虎に攻められて大永元年（1521年）に降伏し、信虎に従属した。
享禄4年（1531年）3月12日に死去しているが、この日は武田信虎に反乱を起こした今井信元・栗原信重・飯富虎昌と諏訪頼満の連合軍が韮崎で信虎軍と戦った河原辺の戦いが起きた日であり、この戦いで戦死した可能性が高い（平山優はそれまでの経緯から反乱軍に加担したと推測している）。家督は嫡子・信友が継いだ。